# 中村美由紀
中村 美由紀（なかむら みゆき、1974年6月15日 - ）は福岡県を拠点に活躍するローカルタレント。兵庫県尼崎市で生まれ、大分市で育つ。
RKBラジオのラジオカー「スナッピー」26期生として2000年7月より3年間レポーターを務めた後タレント業を開始。現在は主に同局のレポーターやパーソナリティとして活躍している。
ザ・ピンチーズとして麦田陽子と活動している。

## 出演番組
全てRKBラジオの番組

### 現在
- #さえのわっふる（ザ・ピンチーズのアブラカダブラ担当）

### 過去
- 米岡誠一 よろず屋サンデー内（ザ・ピンチーズがやってきた。）
- 坂口卓司のラジコミ。（レポーター、2006年9月で番組終了）
- 門馬良のこころ鏡うた鏡（パーソナリティ）
- 開店! ウメ子食堂（アシスタント「食堂の女将」）

## 楽曲
- 「あした天気になぁれ!」（2006年4月29日）

『Monaka』というユニット名でリリース（RKBエリア内限定販売）。「こころ鏡うた鏡」のメインパーソナリティである演歌歌手の門馬良とのデュエット曲。
- 「悲しき恋の周波数」（2009年4月29日）

『ザ・ピンチーズ』というユニット名でリリース（RKBエリア内限定販売）。

## スナッピー時代の備考
スナッピー時代、同時期に同姓同名の「中村みゆき」が所属していた時期がある。「漢字の美由紀」「平仮名のみゆき」と呼び分けていたこともあるが、普段はどちらか特定しない「ナカムラミユキ」という呼び方をしていた時期が長い。